# 갈라파고스화
갈라파고스 증후군(영어: Galápagos syndrome) 또는 갈라파고스화(일본어: ガラパゴス化 가라파고스카[*])는 기술이나 서비스 등이 국제 표준에 맞추지 못하고 독자적인 형태로 발전하여 세계 시장으로부터 고립되는 현상을 일컫는 말이다. 1990년대 이후 일본의 제조업(주로 IT 산업)이 일본 시장에만 주력하기를 고집한 결과 세계 시장으로부터 고립되어, 마치 남태평양의 갈라파고스 제도가 육지로부터 고립돼 고유한 생태계가 만들어진 것과 같아 붙여진 이름이 잘라파고스(Jalápagos = Japan + Galápagos)이다. 이러한 용어는 원래는 일본의 상황만을 일컫는 말이었으나 최근에는 대한민국의 인터넷 산업이나 미국의 자동차 산업 등 다른 나라의 비슷한 상황에도 사용되고 있으며, 대한민국에서의 갈라파고스화를 콜라파고스(Kolápagos = Korea + Galápagos)라고도 한다.
대표적으로 일본 기업이 개발한 기술과 서비스가 일본 국내에서 독자적으로 일본 소비자들의 취향에 맞춰 발전하게 됨으로써 세계 시장의 욕구와 국제 표준을 맞추지 못하게 되고, 결국 일본 기업이 개발한 기술과 서비스는 고립됨으로써 세계 시장 진출이 막히고 나아가 일본 내수 시장마저 위기에 처할 것이라는 것이다.

## 갈라파고스화의 예

### 대한민국
음악
- 대한민국의 음반 시장은 일본이나 서양권과는 달리 싱글이 없고 정규 앨범만을 발매해왔는데, 이는 SP나 EP보다 곡이 더 많이 들어갈 수 있는 LP가 더 효율적이라는 이유로 LP만을 생산했기 때문이다. 이로 인해 ‘타이틀 곡’이라는 독자적인 용어가 생겨났고, 대한민국 가요의 개념은 타이틀 곡과 후속곡으로 굳어지면서 음반의 다른 곡의 취급을 좋지 않게 하는 결과를 가져왔다.

인터넷
- 대한민국의 웹 호환성 문제
- 구글 지도 데이터 반출 문제

### 일본
일본의 베타맥스 비디오테이프 규격과 MD 광학디스크 규격의 사례가 있다.

### 대한민국, 일본 공통
아이폰
- 아이폰이 대한민국의 휴대 전화 시장에 진출하면서 그동안 있었던 갈라파고스 규제가 아이폰 도입의 걸림돌이 되었다는 지적이 있었다.[5] 시사 IN은 아이폰이 대한민국 시장에 출시되자 삼성전자와 같은 대한민국 내 휴대 전화 제조사도 갈라파고스화에서 벗어나 세계적인 흐름을 따라가게 되었다고 보도하였다.[6] 한편, 아이폰은 한 때 한글의 인코딩 방식을 국제 규격인 UTF-8 만을 지원하여 비표준 방식의 한글 메일은 글자가 깨져보이는 현상을 보이기도 하였다.[7]
- 일본 역시 세계적으로 널리쓰이는 규격이 아닌 독자적인 규격을 사용하여 갈라파고스화되었다는 평가를 받아왔었다. 전자신문은 최근 일본에서도 아이폰 보급과 같은 스마트폰의 도입으로 갈라파고스화에서 벗어나고 있다고 보도하였다.[8]

### 중국
중국은 사드 한한령과 서구권을 중심으로 하는 국제적인 제재 등이 지속되면서 신규 물자를 조달할 수 없는 경우가 있다. 그러나 일부 원자재를 조달한다고 하여도 시간적인 요소가 크기 때문에 발주에 큰 어려움이 있어, 러시아나 이란, 베네수엘라, 파키스탄 등 일부 국가로부터 수입해야 할 수밖에 없다.

### 러시아
러시아는 G7에서도 축출되고 크림반도 등을 침공하는 등 서구권에서도 유엔 안보리 차원상 러시아에 대해 제재해야 하자, 러시아는 결국 서방 세계로부터 제재를 받는 등 물자 조달을 중국에 의존해야 하고 있기 때문이다.

## 같이 보기
- 대한민국의 웹 호환성 문제